# Драгутин Домянич
Драгутин Домянич (на хърватски: Dragutin Domjanić) е хърватски поет, „поет на декадентската чувствителност и духовноаристократично благородство“. Всичките му стихове са написани на кайкавско наречие, като по-специално той говори на местния кайкавски диалект от Адамовец. Автор е и на известен брой литературни трудове и няколко прозаични творби, оснобно в духа на лиричните си интереси и стилистичен маниер.

## Биография
Домянич е роден на 12 септември 1875 година в Кръчи, село близо до град Свети Иван Зелина. След като завършва право, той работи в Загреб като съдия и е съветник на бана. Членува в Югославската академия на науките и изкуствата, в периода 1921 – 1926 година е председател на Матица Хърватска, както и президент на Югославския ПЕН клуб.
В борбата между „старите“ и „новите“ в хърватския модернизъм, Домянич е на страната на „младите“. В поезията му се срещат разнообразни мотиви като духовната любов, интимността, бруталността на настоящето, тъгата по отмиращия свят. Привързаността му към миналото го насочва към майчиния му език – кайкавското наречие. Така най-значимата творба на Домянич е кайкавският поетичен сборник „Кипци и попевке“, по две стихотворения от който са направени песни по музиката на Влахо Палетак. Хърватската композиторка Ивана Ланг също пише музика за няколко стихотворения от Домянич. Той става първият писател в хърватската литература, който постига пълноценна и артистично зряла мелодика и ритмика на хърватското кайкавско наречие.
Почива на 7 юни 1933 година в Загреб.